# Martial Constant
Martial Constant est un homme politique français né le 1er juillet 1758 à Pauillac (Gironde) et mort à une date inconnue.

## Biographie
Cultivateur à Pauillac et membre du directoire du district, il devient notaire et est élu député de la Gironde au Conseil des Cinq-Cents le 26 germinal an VI.